# Jack Andraka
Jack Thomas Andraka, ameriški izumitelj, znanstvenik in raziskovalec raka, * 8. januar 1997, Crownsville, Maryland, ZDA.
Andraka je izumitelj nove hitre in poceni metode za zaznavo beljakovine, ki lahko pokaže prisotnost rak trebušne slinavke, raka jajčnikov ali raka pljuč v zgodnjih stadijih, ko je verjetnost ozdravitve višja. Za svoje delo je leta 2012 prejel nagrado Gordona E. Moorea, poimenovano po soustanovitelju podjetja Intel. Za izum novega ramanskega spektrometra je bil leta 2013 na Mednarodnem Intelovem sejmu znanosti in inženirstva nagrajen s četrto nagrado.

## Ozadje
Jack Andraka, ki živi v Crownswilleu v zvezni državi Maryland, je na različne načine opisal, kaj ga je navdihnilo za ukvarjanje z rakom trebušne slinavke; eden od razlogov je bila tudi smrt tesnega družinskega prijatelja. Pri iskanju odgovorov je ugotovil, da je razlog za slabo preživetje pri raku trebušne slinavke tudi nezmožnost zgodnje prepoznave s hitro, občutljivo in poceni presejalno metodo. Kot je povedal, mu njegov najstniški optimizem ni dal miru, zato se je posvetoval z »dvema najboljšima prijateljema najstnika: Googleom in Wikipedijo«, vir informacij pa mu je bila tudi vsebina na portalu YouTube. Začel je razmišljati o različnih načinih zaznave in zaviranja rasti raka ter njene ustavitve, še preden postanejo rakaste celice invazivne.
V intervjuju za medijsko hišo BBC je dejal, da je zamisel za svoj test raka trebušne slinavke dobil pri uri biologije v šoli (North County High School), ko je poslušal predavanje o protitelesih in obenem strastno prebiral članek o metodah analize z uporabo ogljikovih nanocevk. Pozneje se je o nanocevkah in biokemiji raka natančneje seznanil s pomočjo iskalnika Google Search ter prostodostopnih znanstvenih revij.
Z načrtom, proračunom in časovnico se je obrnil na 200 profesorjev Univerze Johnsa Hopkinsa in Nacionalnih inštitutov za zdravje, da bi dobil možnost laboratorijskega dela. Prejel je 199 zavrnitvenih odgovorov, potem pa pozitivni odgovor profesorja za patologijo, onkologijo in biomolekularno inženirstvo Anirbana Maitre na Medicinski šoli Johns Hopkins.
Rezultat njegovega projekta je bil nov diagnostični test za raka trebušne slinavke s testnim trakom, podoben testu za sladkorno bolezen. Test v krvi ali urinu zazna raven mezotelina, ki je označevalec za raka trebušne slinavke. Kot je povedal Andraka, je 168-krat hitrejši, bistveno cenejši (1/26.000 cene oz. tri ameriške cente) in 400-krat bolj občutljiv kot trenutni diagnostični testi in vzame samo pet minut. Test je učinkovit tudi za ugotavljanje raka jajčnikov in pljuč, saj je zanju tudi značilen ta označevalec.
Profesor Maitra za Andrako vidi svetlo prihodnost. Za časopis Baltimore Sun je dejal: »O njem boste v prihodnjih letih še veliko brali ... Svojemu laboratoriju sem dejal: 'Pomislite na Thomasa Edisona in njegovo žarnico.' Ta otrok je Edison našega časa. Od njega bo prišlo še veliko žarnic.«

## Metoda zaznave raka
Andraka je gojil celice MIA PaCa komercialne celične linije raka trebušne slinavke, ki čezmerno izražajo mezotelin, označevalec za raka trebušne slinavke. Mezotelin je izoliral, koncentriral in kvantificiral z metodo  ELISA. Po optimizaciji s prenosom western je humana za mezotelin specifična protitelesa pomešal z enostenskimi ogljikovimi nanocevkami in jih nanesel na trakove navadnega filtrskega papirja. S tem je papir postal prevoden. Optimalni nanos je določil s presevnim elektronskim mikroskopom. S papirnatim biosenzorjem je nato testiral celična gojišča z različnimi ravnmi mezotelina in meril spremembe električnega potenciala (zaradi spremembe prevodnosti nanocevk) senzorskega traku pred in po nanosu. Zgodilo se je naslednje:
Protitelesa so se vezala na mezotelin in povečala. Te nabrekle molekule so razmaknile nanocevke in spremenile električni potencial mrežja: več kot je bilo prisotnega mezotelina, več protiteles se je vezalo in zrastlo in šibkejši je bil signal.

Z R2 z vrednostjo .9992 je narisal krivuljo odziva na odmerek. Testi humanega krvnega seruma zdravih ljudi ter bolnikov s kroničnim pankreatitisom, pankreatično intraepitelijsko neoplazijo (predhodnik raka trebušne slinavke) in rakom trebušne slinavke so dali podoben odziv. Ugotovljena meja zaznave testa je bila 0,156 ng/ml; raven čezmernega izražanja mezotelina, ki ustreza raku pankreasa, je 10 ng/ml. Cena testa je 0,03 ameriških dolarjev (cena standardnega testa je 800 dolarjev)), posamezen trak pa zadostuje za deset testov, od katerih vsak vzame pet minut. Metoda je 168-krat hitrejša, 400-krat bolj občutljiva in 25 do 50 % bolj točna kot test CA19-9.
Predstavniki Intela so dejali, da točnost zaznave mezotelina z Andrakovo metodo presega 90 %. Andraka je metodo za zaznavo raka pankreasa patentiral in se trenutno dogovarja za razvoj testa za dostopnost brez recepta.

## Osebno življenje
Jackov oče, Steve Andraka, je gradbeni inženir. Mati, Jane Andraka, je anesteziologinja. Za časopis Sun je povedala: »... nismo ravno zelo športna družina. Na nogometne in košarkarske tekme ne hodimo pogosto.« »Namesto tega imamo milijon [znanstvenih] revij [in] pogosto sedimo za mizo ter se pogovarjamo o tem, kako so ljudje razvili svoje zamisli in kaj bi sami storili drugače.«
Jackov starejši brat, Luke, je na Intelovem mednarodnem sejmu znanosti in inženirstva leta 2010 prejel več nagrad v vrednosti 96.000 ameriških dolarjev za projekt, v katerem se je ukvarjal s preučevanjem vpliva kislih rudniških izcednih voda na okolje.
Jack je že pri trinajstih letih razkril, da je gej, in se je o tem tudi pogovarjal z novinarji spletnih portalov The New Civil Rights Movement, London Evening Standard, in MetroWeekly. Ko so ga prosili za pogovor o njegovi spolni usmerjenosti, je odgovoril: »Sliši se super! Sem odkrit gej in eno od mojih največjih upanj je, da lahko navdihnem še druge mlade s podobno usmerjenostjo, da se začnejo ukvarjati s področjem STEM [znanost, tehnologija, inženirstvo in matematika]. Razen Alana Turinga [v znanosti] nisem imel veliko [gejevskih] vzornikov.«
Ukvarja se tudi s kajakaštvom na divjih vodah (je član državne mladinske kajakaške ekipe), zlaganjem origamijev in gledanjem nanizank Glee in Bones. O tem je dejal naslednje: »Rad bi, da bi ljudje vedeli, da nisem popoln piflar. Hodim ven in se zabavam. Ukvarjam se s kajakaštvom. Nisem čudak z velikimi očali, ki se skriva v kotu.«